# Noordoostpolder
Noordoostpolder és un municipi de la província de Flevoland, al centre dels Països Baixos. L'1 de gener del 2009 tenia 46.013 habitants repartits sobre una superfície de 595,41 km² (dels quals 135,37 km² corresponen a aigua).

## Centres de població

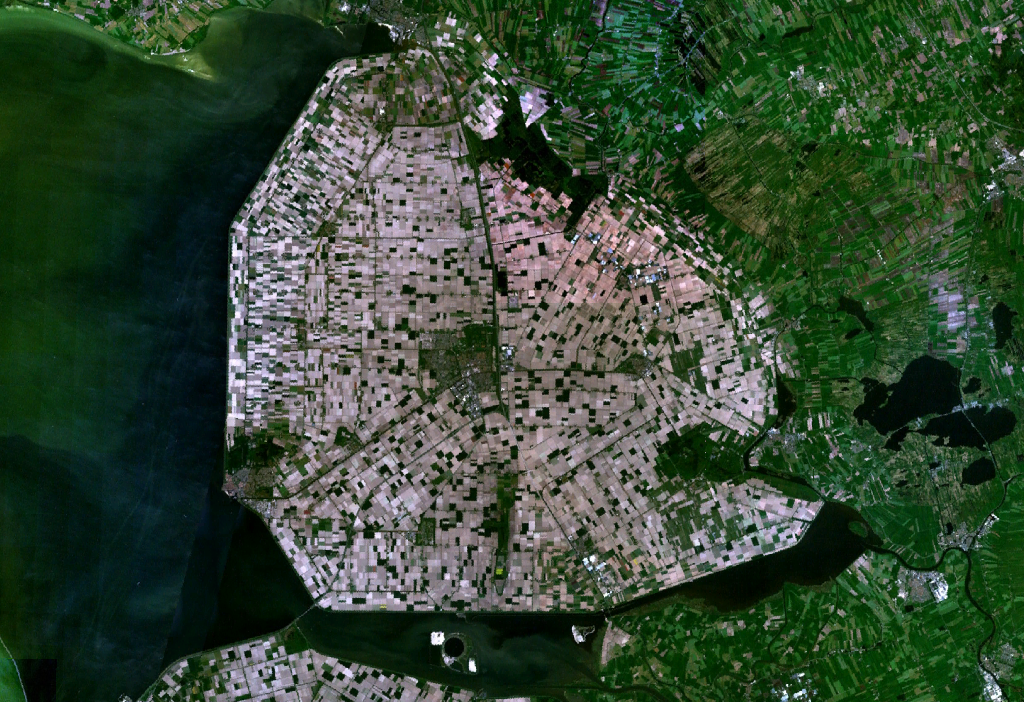
Vista via satèl·lit de Noordoostpolder

| Nom         | Començament | pla    | 1985   | 2006   |
| ----------- | ----------- | ------ | ------ | ------ |
| Emmeloord   | 1943        | 10.000 | 18.976 | 24.799 |
| Marknesse   | 1946        | 2.000  | 2.194  | 3.896  |
| Ens         | 1948        | 2.000  | 1.618  | 3.174  |
| Luttelgeest | 1950        | 2.000  | 666    | 2.235  |
| Nagele      | 1954        | 2.000  | 1.014  | 2.011  |
| Tollebeek   | 1956        | 2.000  | 579    | 1.921  |
| Rutten      | 1952        | 2.000  | 620    | 1.741  |
| Creil       | 1953        | 2.000  | 687    | 1.656  |
| Kraggenburg | 1948        | 2.000  | 655    | 1.497  |
| Bant        | 1951        | 2.000  | 651    | 1.388  |
| Espel       | 1956        | 2.000  | 714    | 1.374  |
| Schokland   | n.v.t.      | 0      | 0      | 8      |
| total       |             | 30.000 | 28.374 | 45.692 |

## Administració
El consistori actual, després de les eleccions municipals de 2007, és dirigit per W.L.F.C. ridder van Rappard. El consistori consta de 29 membres, compost per:
- Crida Demòcrata Cristiana, (CDA) 8 escons
- Partit del Treball, (PvdA) 6 escons
- ChristenUnie/SGP, 5 escons
- Partit Popular per la Llibertat i la Democràcia, (VVD) 4 escons
- ONS, 2 escons
- Politieke Unie, 3 escons
- Fractie Kreeft, 1 escó